# Adam Ludwig Lewenhaupt
Adam Ludwig Lewenhaupt (Copenhague, 15 de abril de 1659-Moscú, 12 de febrero de 1719) fue un militar sueco de origen danés.

## Biografía
Adam Ludwig Lewenhaupt nació en Copenhague el 15 de abril de 1659, aunque estudió en varias instituciones, entre ellas la Universidad de Lund, Rostock, Wittenberg y Uppsala, desarrollando su carrera en el ámbito diplomático.
Lewenhaupt se convirtió en un soldado, sirviendo en el ejército de Austria-Hungría contra los turcos, bajo las órdenes de Guillermo I de Henao. Regresó a Suecia en 1697. Cuando la Gran Guerra del Norte estalló, fue puesto al mando de un regimiento de infantería. Fue uno de los pocos comandantes que lograron llevar a cabo exitosas campañas contra los rusos en la región del Báltico, mientras que el rey Carlos XII estaba combatiendo contra Polonia y Sajonia. 
En 1705, Lewenhaupt ganó la batalla de Gemauerthof y fue nombrado gobernador general de la Livonia Sueca. A partir de 1708 se desplazó al sur para enfrentarse contra el Zarato ruso en la batalla de Lesnaya, en la que fue derrotado y obligado a abandonar sus suministros. Al año siguiente, participó en la desastrosa batalla de Poltava, donde fue hecho prisionero y conducido a Moscú, ciudad en la que vivió hasta su muerte en 1719.